# (1869) Филоктет
(1869) Филоктет (др.-греч. Φιλοκτήτης) — типичный троянский астероид Юпитера, движущийся в точке Лагранжа L4, в 60° впереди планеты. Астероид был открыт 24 сентября 1960 года американскими астрономами К. Й. ван Хаутеном, И. ван Хаутен-Груневельд и Томом Герельсом в Паломарской обсерватории и назван в честь Филоктета, одного из участников Троянской войны.

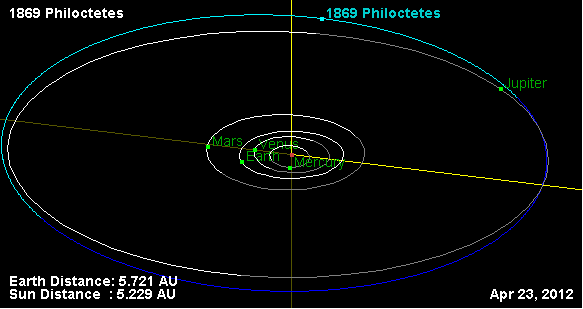
Орбита астероида Филоктет и его положение в Солнечной системе